# Liste von Persönlichkeiten der Stadt Tübingen
Diese Liste enthält in Tübingen geborene Persönlichkeiten sowie solche, die in Tübingen gewirkt haben, dabei jedoch andernorts geboren wurden. Die Liste erhebt keinen Anspruch auf Vollständigkeit.

## In Tübingen geborene Persönlichkeiten

### Bis 1700
- Wilhelm Herter von Hertneck (1424–1477), Militärperson und Politiker
- Johann Pedius Tethinger (≈ 1495–1558), Lehrer, Geschichtsschreiber und lateinischsprachiger Dichter
- Gregor Mangolt (1498–1577/78), Chronist, protestantischer Priester, Buchhändler und Verleger
- Sebastian Lutz, genannt Hebenstreit aus Tübingen (≈1500–1560), Abt in den Klöstern Tennenbach und Bebenhausen
- Anastasius Kommerell (≈1547–1611), lutherischer Pfarrer
- Jörg Calwer, eigentlich Georg Metzger (1548–1618), württembergischer Richter, Spitalpfleger und Bürgermeister von Tübingen
- Nicolaus Kommerell (≈1550–1610), Tuchmacher und Tübinger Ratsverwandter
- Wilhelm Friedrich Lutz (1551–1597), lutherischer Theologe, Superintendent und früher Kritiker der Hexenprozesse
- Eleonore von Württemberg (1552–1618), Fürstin von Anhalt und Landgräfin von Hessen-Darmstadt
- Johannes Andreae (1554–1601), lutherischer Theologe
- Christoph Kommerell (1571–1642), Weißgerber, Tübinger Rats- und Gerichtsverwandter
- Georg Baur (1572–1635), Maler sowie Bürgermeister und Landschaftsabgeordneter
- Christoph Besold (1577–1638), Jurist und Staatsgelehrter
- Johann George Besold (1580–1625), Jurist und Privatrechtler
- Apelles Schickhardt (1580–1610), Maler und Zeichner
- Hans Pfister (≈1585–1653), Buchbinder, Petschierstecher und Radierer
- Martin Rümelin (1586–1626), Rechtswissenschaftler
- Matthäus Pfister (≈1593–1650), Buchbinder, Petschierstecher und Radierer
- Andreas Burckhardt (1594–1651), Jurist und Kanzler
- Friedrich Richard Mockhel (1594–1643), Jurist und Diplomat, schwedischer Resident im Elsass
- Friedrich Hermann Flayder (1596–1644), Dichterhumanist und Dramatiker
- Johann Kircher (1610–16??), römisch-katholischer Theologe
- Johann Ulrich Pregizer II. (1611–1672), Theologe
- Jeremias Gmelin (1613–1698), geboren in Bebenhausen, Theologe
- Christoph Caspar (1614–1666), Landschaftseinnehmer
- Johann Conrad Brotbeck (1620–1677), Professor der Astronomie, Physik und Medizin
- Johann Jacob Baur (1621–1706), Bürgermeister
- Burckhard Bardili (1629–1692), Jurist und Hochschullehrer
- Achatius Wolff (1646–1690), württembergischer Handelsmann und Tübinger Ratsverwandter
- Johann Ulrich Pregizer III. (1647–1708), Jurist und Historiker
- Ferdinand Christoph Harpprecht (1650–1714), Rechtswissenschaftler
- Eberhard Bacmeister (1659–1742), fürstl. ostfriesischer Leibarzt
- Theodor Caroli (1660–1690), Mediziner und Mitglied der Leopoldina
- Johann Adam Kurrer (1664–1718), württembergischer Jurist, Bürgermeister von Tübingen, Hofgerichtsassessor und Spitalpfleger
- Rudolf Jacob Camerarius, auch Camerer (1665–1721), Botaniker
- Andreas Adam Hochstetter (1668–1717), Theologe
- Elias Camerarius (1673–1734), Mediziner, Hochschullehrer und herzoglicher Leibarzt
- Johann Ulrich Pregizer IV. (1673–1730), Theologe und Historiker
- Georg Friedrich Harpprecht (1676–1754), Rechtswissenschaftler
- Johann Adam Kurrer (1680–1762), württembergischer Pfarrer, Dekan in Brackenheim
- Ernst Friedrich Leutrum von Ertingen (1690–1760), Landvogt von Rötteln und Geheimer Rat
- Wolfgang Paul Burgermeister (1697–1756), Jurist
- Christoph Dietrich von Keller (1699–1766), Politiker und Diplomat
- Christoph Friedrich Harpprecht (1700–1774), Rechtswissenschaftler

### 18. Jahrhundert
- Johann Heinrich von Harpprecht (1702–1783), Jurist
- Johann Georg Gmelin (1709–1755), Sibirienforscher
- Immanuel Hoffmann (1710–1772), evangelischer Theologe, Philologe und Hochschullehrer
- Johann Pöschel (1711–1741), lutherischer Geistlicher und Kirchenlieddichter
- Johann Kies (1713–1781), Astronom
- Christian Ludwig Mögling (1715–1762), Mediziner und Hochschullehrer
- Christian Ferdinand Harpprecht (1718–1758), Rechtswissenschaftler
- Johann Friedrich Glocker (1718–1780), Maler
- Gottfried Daniel Hoffmann (1719–1780), Rechtswissenschaftler und Hochschullehrer
- Philipp Friedrich Gmelin (1721–1768), Arzt, Botaniker und Chemiker
- Christoph Heinrich Korn (1726–1783), Jurist, Offizier, Romancier
- Wilhelm Gottfried von Moser (1729–1793), Forst- und Kammerbeamter
- Jeremias Majer (1735–1789), englischer Maler deutscher Herkunft
- Johann Daniel Hoffmann (1740–1814), Rechtswissenschaftler und Hochschullehrer
- Johann Immanuel Bossert (1742–1820), Handelsmann
- Samuel Gottlieb Gmelin (1744–1774), Botaniker und Naturforscher
- Johann Friedrich Gmelin (1748–1804), Botaniker, Zoologe und Chemiker
- Christian Gottlieb Gmelin (1749–1818), Rechtswissenschaftler
- Jakob Friedrich Dörr (1750–1788), Maler
- Eberhard Gmelin (1751–1809), Arzt
- Christian Adam Dann (1758–1837), Pfarrer und Tierschützer
- Andreas Heinrich Schott (1758–1831), Philosoph, Bibliothekar und Hochschullehrer
- Wilhelm Gottlieb von Tafinger (1760–1813), Rechtswissenschaftler und Hochschullehrer
- Christoph Friedrich Kausler (1760–1825), Mathematiker und Lehrer, Ehrenmitglied der Russischen Akademie der Wissenschaften
- Eberhard Friedrich Hehl (1765–1847), Jurist und Privatgelehrter
- Carl Buzengeiger (1771–1835), Mathematiker, Mineraloge und Hochschullehrer
- Christian Fues (1772–1836), Maler, Radierer, Lithograf und Hochschullehrer
- Carl Christoph Friedrich von Jäger (1773–1828), Mediziner und Naturforscher, württembergischer Leibarzt in Stuttgart
- Johann Daniel Georg von Memminger (1773–1840), Geograph
- Carlo Steeb (1773–1856), Priester und Ordensgründer
- Carl Friedrich Dörr (1777–1842), Zeichner und Maler
- Gottlob Buzengeiger (1778–1836), Instrumentenmacher
- Benjamin Friedrich Haakh (1778–1825), Advokat und Politiker
- Christian Heinrich Zeller (1779–1860), Pädagoge und Kirchenliederdichter
- Philipp Joseph Rehfues (1779–1843), Schriftsteller
- Christoph Friedrich Dörr (1782–1841), Maler und Universitätszeichenlehrer
- Georg Adam Rehfues (1784–1858), Goldschmied
- Christian Heinrich Gmelin (1780–1824), Rechtswissenschaftler
- Ferdinand Gottlieb von Gmelin (1782–1848), Mediziner, Naturhistoriker, Chemiker und Forschungsreisender
- Friedrich Schnurrer (1784–1833), Mediziner und Epidemiologe
- Georg Carl Ludwig Sigwart (1784–1864), Biochemiker
- Ludwig Uhland (1787–1862), Dichter und Germanist
- Johannes von Schlayer (1792–1860), Jurist und Politiker
- Christian Gottlob Gmelin (1792–1860), Chemiker
- Carl Baumann (1798–1878), Zeichner, Zeichenlehrer, Lithograph und Fotograf
- Albert Knapp (1798–1864), Dichter und Tierschützer
- Christian Heinrich Lindenmayer (1798–1876), württembergischer Oberamtmann
- Immanuel Gottlob Rümelin (1798–1844), Landtagsabgeordneter
- Hermann Friedrich Autenrieth (1799–1874), Mediziner und Hochschullehrer
- Ludwig Friedrich Gaab (1800–1869), württembergischer Baurat

### 19. Jahrhundert

#### 1801 bis 1850
- Gottlob Johann Gutekunst (1801–1858), Maler und Fotograf
- Immanuel Gottlob Kober (1801–1870), Jurist, württembergischer Oberamtmann
- Eduard Schweickhardt (1805–1868), Ökonom und Politiker
- Wilhelm Carl Friedrich Textor (1806–1882), Jurist und Politiker
- Max Eifert (1808–1888), Pfarrer, Heimatforscher und Schriftsteller
- Johann Ludwig Krapf (1810–1881), Missionar
- Christian Reinhold Köstlin (1813–1856), Rechtswissenschaftler und Dichterjurist
- Franziska Ammermüller (1816–1903), württembergische Frauenrechtlerin
- Ferdinand Kommerell (1818–1872), Mathematiker, Lehrer der Tübinger Realschule und Honorarprofessor der Universität Tübingen
- Wilhelm Friedrich Martin Pressel (1818–1902), evangelischer Pfarrer und Schriftsteller
- Karl Wilhelm Bareiss (1819–1895), Architekt
- Theodor Pressel (1819–1877), Geistlicher und Kirchenhistoriker
- Friedrich August von Tscherning (1819–1900), Oberforstrat
- Carl Wilhelm Baur (1820–1894), Mathematiker
- Karl Adolf von Holland (1825–1907), Oberamtmann
- Otto von Sarwey (1825–1900), Beamter und Politiker, von 1885 bis 1900 Staatsminister im Departement des Kirchen- und Schulwesens in Württemberg
- Oskar von Wächter (1825–1902), Jurist und württembergischer Landtagsabgeordneter
- Gustav Pressel (1827–1890), Komponist
- Mathilde Weber (1829–1901), Frauenrechtlerin und Wohltäterin sowie Publizistin
- Carl Helvig (1830–1905), Zeichner, Lithograph, Maler und Fotograf
- Hermann von Hoser (1830–1913), geboren in Lustnau, württembergischer Oberamtmann und Regierungspräsident
- Friedrich Pressel (1830–1910), Gymnasialprofessor und Lokalhistoriker
- Christoph von Sigwart (1830–1904), Philosoph
- Adolf Friedrich von Walcker (1830–1896), evangelischer Theologe und Politiker
- Carl Immanuel Baumann (1831–1886), Zeichner, Fotograf und Lithograph
- Otto Friedrich Vossler (1831–1906), Landwirtschaftslehrer und Direktor der Landwirtschaftlichen Akademie Hohenheim
- Gustav Conz (1832–1914), Maler und Zeichner der Düsseldorfer Schule
- Wilhelm Hornung (1834–1884) Maler und Fotograf sowie Stadtrat
- Anna von Helmholtz (1834–1899), geb. Mohl, Berliner Salonière, Ehefrau von Hermann von Helmholtz
- Hermann Baumann (1834–1908), Maler und Lithograph
- Otto Keller (1838–1927), Klassischer Philologe
- Erwin von Mohl (1839–1895), Offizier, preußischer Generalmajor
- Heinrich Schaumann (1841–1893), Maler
- Carl von Huzel (1841–1904), württembergischer Oberamtmann und Regierungspräsident
- Edmund Friedrich Autenrieth (1842–1910), Bauingenieur und Hochschullehrer
- Albert von Schnürlen (1843–1926), General, Kriegsminister des Königreichs Württemberg
- Agnes Willms-Wildermuth (1844–1931), Schriftstellerin
- Ottmar von Mohl (1846–1922), Diplomat und Regierungsberater in Japan
- Paul von Bruns (1846–1916), Chirurg
- Heinrich Adolf Köstlin (1846–1907), evangelischer Theologe, Musikschriftsteller und Musikphilosoph
- Paul Hegelmaier (1847–1912), Staatsanwalt und Stadtplaner, Oberbürgermeister von Heilbronn 1884–1904
- Friedrich von Payer (1847–1931), Politiker und Vizekanzler
- Robert Vischer (1847–1933), Kunsthistoriker und Ästhetiker
- Hermann August Krauss (1848–1939), Arzt und Entomologe

#### 1851 bis 1900
- Heinrich Helferich (1851–1945), Mediziner (Chirurg) und Hochschullehrer
- Franz von Falkenstein (1852–1911), württembergischer Oberamtmann
- Hermann Wildermuth (1852–1907), Psychiater
- Hermann Vierordt (1853–1943), Medizinhistoriker
- Paul Siebeck (1855–1920), Verleger
- Robert Hirsch (1857–1939), Rechtsanwalt, Opfer des Nationalsozialismus
- Paul von Schaefer (1857–1924), württembergischer General der Infanterie
- Eugen Wilhelm Pfizenmayer (1869–1941), geboren in Bebenhausen, Paläontologe und Zoologe
- Julius Lenz (1860–1937), Bauunternehmer
- Julius Wilhelm Hornung (1861–1929), Hoffotograf
- Theodor von Pistorius (1861–1939), Finanzminister des Königreichs Württemberg
- Karl Dove (1863–1922), Geograph, Meteorologe und Afrikaforscher
- Karl Weihenmaier (1863–1915), württembergischer Oberamtmann
- Friedrich Dannenmann (1864–1952), Bauwerksmeister
- Victor Kommerell (1866–1948), Mathematiker, Oberreallehrer, Honorarprofessor der Universität Tübingen
- Bertha Malzacher-Jung (1866–1931), Kunstmalerin
- Karl von Mandry (1866–1926), Justizminister des Königreichs Württemberg
- Karl Holl (1866–1926), Theologe und Professor für Theologie und Kirchengeschichte
- Friedrich Maier-Bode (1868–1952), Landwirtschaftslehrer und Fachautor
- Karl Rilling (1869–1928), geboren in Lustnau, württembergischer Oberamtmann
- Wilibald A. Nagel (1870–1911), Physiologe
- Rudolf Herzog (1871–1953), Altphilologe, Archäologe und Medizinhistoriker
- Adolf Theodor Mayer (1871–1952), Apotheker und Botaniker
- Max Diestel (1872–1949), evangelischer Pfarrer
- Paul Fischer (1872–1947), Fotograf, Immobilienmakler und Gemeinderat
- Karl Pregizer (1872–1956), Architekt
- Hugo Wach (1872–1939), Architekt
- Otto Kommerell (1873–1967), Bahnbauingenieur
- Friedrich von Huene (1875–1969), Wirbeltierpaläontologe
- Otto Konz (1875–1965), Wasserbauingenieur, Architekt der Neckarkanalisierung
- Paul Löffler (1875–1955), Bahnbeamter, Gemeinderat und Heimatforscher
- Meta Diestel (1877–1968), Sängerin und Gesangspädagogin
- Maximilian Keller (1880–1959), Kunstmaler
- Oskar Siebeck (1880–1936), Verleger
- Albrecht Wetzel (1880–1947), Psychiater
- Maria Bidlingmaier (1882–1917), Staatswissenschaftlerin und Bäuerinnenforscherin
- Gustav Himmel (1882–1969), Präsident des württembergischen Verwaltungsgerichtshofs
- Paul Kautzsch (1882–1958), Kunsthistoriker
- Erwin Oßwald (1882–1947), General der Infanterie
- Heinz Wetzel (1882–1945), Architekt, Stadtplaner und Hochschullehrer
- Viktor Bruns (1884–1943), Jurist
- Martin Elsaesser (1884–1957), Architekt
- Karl Schneck (1886–1943), geboren in Hagelloch, Landtagsabgeordneter
- Winfried Otto Schumann (1888–1974), Physiker
- Carl Wilhelm Correns (1893–1980), Mineraloge und Geochemiker
- Erwin Gerhardt (1894–1977), württembergischer Landrat
- Ferdinand Zeeb (1894–1954), Politiker (KPD)
- Erich Correns (1896–1981), Chemiker und Politiker
- Friedrich Crusius (1897–1941), Altphilologe und Lehrer
- Max Schwarz (1898–1991), HNO-Arzt, Hochschullehrer
- Robert Wetzel (1898–1962), Anatom, Paläontologe, Prähistoriker und Hochschullehrer
- Karl Walter (1899–1965), Richter

### 20. Jahrhundert

#### 1901 bis 1925
- Magdalene Klett (1901–1973), Malerin
- Albert Wilhelm Pfeiffer (1901–1987), Fotograf, Portraitist und Maler
- Hans Dreger (1904–1981), Germanist und Hochschullehrer
- Hugo Kocher (1904–1972), Schriftsteller und Illustrator
- Ernst Fritz Schmid (1904–1960), Musikwissenschaftler und Mozartexperte
- Anneliese Maier (1905–1971), Philosophin und Wissenschaftshistorikerin
- Heinz Ritter (1905–1967), Landrat
- Ugge Bärtle (1907–1990), Bildhauer
- Robert Gaupp (1907–1978), Psychiater und Neurologe
- Georg Heinrich Maier (1907–1945), Rechtswissenschaftler im Bereich des Römischen Rechts
- Gerhard Hesse (1908–1997), Chemiker und Hochschullehrer
- Ernst Schmid (1908 – n. 1969), Ophthalmologe
- Clemens Weiler (1909–1982), Kunsthistoriker, Museumsdirektor
- Albert Cozza (1910–1983), Fußballspieler und -trainer
- Max Emendörfer (1911–1974), Redakteur, Kommunist, Widerstandskämpfer
- Hans Gmelin (1911–1991), Jurist, Gesandtschaftsrat und Oberbürgermeister von Tübingen von 1954 bis 1974
- Walter Rentschler (1911–1984), Physiker, Mathematiker und Hochschullehrer in Hohenheim
- Hans Georg Siebeck (1911–1990), Verleger
- Heinrich Buhr (1912–2001), evangelischer Theologe und Pfarrer
- Berthold Speidel (1912–1988), Grünlandsoziologe
- Paula Acker (1913–1989), SED-Funktionärin
- Theodor Dannecker (1913–1945), SS-Hauptsturmführer, einer der engsten Mitarbeiter von Adolf Eichmann
- Werner Deuchler (1916–1992), Jurist und Rechtsanwalt
- Werner Knapp (1916–2002), Mediziner und Hochschullehrer
- Erich Weigelin (1916–2010), Ophthalmologe
- Jürgen Wittenstein (1919–2015), Arzt, Widerstandskämpfer gegen den Nationalsozialismus
- Kurt Seizinger (1920–1996), Flottillenadmiral
- Geoffrey Rudolph Elton (1921–1994), britischer Historiker deutscher Herkunft
- Hans Füchtbauer (1921–2004), Geologe (Sedimentologie)
- Fritz von Westerman (1921–2007), Generalmajor der Bundeswehr
- Rudolf Haag (1922–2016), theoretischer Physiker
- Gudrun Krüger (1922–2004), Bildende Künstlerin
- Lutz Röhrich (1922–2006), Volkskundler und Erzählforscher
- Fritz Bauer (1923–1975), Politiker (SPD)
- Lewis Elton (1923–2018), britischer Bildungsforscher deutscher Herkunft
- Fritz Kallenberg (1923–2013), Historiker
- Albert Schreiner (1923–2016), Geologe
- Ferdinand von Senger und Etterlin (1923–1987), General der Bundeswehr
- Hans Binder (1924–2005), Realschullehrer und Höhlenforscher
- Walter Schultheiß (* 1924), Schauspieler und Autor
- Ruth Eitle geb. Brillinger (1924–1989), Malerin
- Gerhard Mauz (1925–2003), Journalist
- Hans Rau (1925–1995), Jurist und Politiker (FDP), Senator in Hamburg
- Hans Schmid (1925–2008), Pseudonym Haschmi, Schriftsteller

#### 1926 bis 1950
- Ernst Waldemar Bauer (1926–2015), Fernseh- und Hörfunkpublizist, Biologe, Buchautor und Dokumentarfilmer, Landtagsabgeordneter
- Erich Hecker (1926–2024), Biochemiker
- Walter Hirrlinger (1926–2018), Politiker (SPD) und Präsident des Sozialverbandes VdK Deutschland
- Gerhard Rehm (1926–2004), Kirchenmusiker, Komponist, Chorleiter und Orgelsachverständiger
- Traugott Bender (1927–1979), Politiker (CDU), Jurist und Theologe
- Sigrid Neubert (1927–2018), Fotografin
- Martin Schmid (1927–2019), Maler
- Heiner Bauschert (1928–1986), Holzschneider
- Klaus Eyrich (1928–2013), Anästhesiologe
- Gernot Huber (1929–2021), Designer, Maler und Bildhauer
- Eckart Rohlfs (1929–2023), Verleger und Musikjournalist
- Jörg Baur (1930–2022), evangelischer Theologe
- Theo Buck (1930–2019), Germanist
- Ulrich Gohl (1930–2015), evangelischer Pfarrer, Komponist und Dichter biblischer Singspiele
- Alois Klotzbücher (1930–2022), Bibliothekar
- Ottheinrich Knödler (1930–2015), Theologe, Fernsehpfarrer und Autor
- Friedrich Moll (1930–2024), Apotheker, Lebensmittelchemiker und Hochschullehrer
- Eberhard Nellmann (1930–2009), Germanist
- Alfred Geisel Jr. (* 1931), Jurist, Politiker, Vizepräsident des Landtages von Baden-Württemberg
- Joachim Herrmann (1931–2024), Astronom und Buchautor der Astronomie und Weltraumforschung
- Claus Jäger (1931–2013), CDU-Politiker, Mitglied des Deutschen Bundestages von 1972 bis 1994
- Wiebke von Thadden (* 1931), Schriftstellerin
- Georg Zundel (1931–2007), Physiker, Unternehmer und friedenspolitisch engagierter Philanthrop
- Hermann Schreiber (1932–2023), Physiker und Hochschullehrer
- Hansmartin Schwarzmaier (1932–2021), Historiker und Archivar
- Eugen Volz (1932–2019), Jurist und Politiker (CDU)
- Fritz Auer (* 1933), Architekt und Professor für Baukonstruktion und Entwerfen
- Fritz Genkinger (1934–2017), Künstler
- Martin Holland (* 1934), evangelischer Theologe, Präsident der Synode der Württembergischen Landeskirche von 1981 bis 1984
- Wilhelm Karl König (* 1935), Autor
- Helmut Böhme (1936–2012), Historiker, Hochschullehrer und -präsident
- Hubert Goenner (* 1936), Theoretischer Physiker und Wissenschaftshistoriker
- Michael Höltzel (1936–2017), Hornist und Musikprofessor
- Heinrich Johann Niemeyer (1936–2010), Architekt
- Carl Pietzcker (1936–2024), Literaturwissenschaftler
- Sigi Harreis (1937–2008), Fernsehmoderatorin und Journalistin
- Günther Jung (* 1937), Chemiker, Professor für Organische Chemie und Biochemie
- Hans Rainer Maurer (1937–2014), Hochschullehrer für Pharmazeutische Chemie in Berlin
- Horst Schmid-Schickhardt (1937–2016), Bankkaufmann und Schickhardt-Forscher
- Holger Schmid-Schönbein (1937–2017), Humanphysiologe und Hochschullehrer
- Werner Spies (* 1937), Kunsthistoriker, Kunstvermittler, Museumsdirektor, Journalist und Romanist
- Walter Zürn (* 1937), Physiker und Seismologe
- Uli Märkle (1938–2005), Produzent klassischer Musik
- Hans Rieckert (* 1938), Sportmediziner
- Werner Schenkel (1938–2013), Bauingenieur
- Herwig Schirmer (1938–2021), Jurist, Staatssekretär
- Wolfgang Burr (1939–2017), Jurist und Beamter, Ministerialdirektor
- Heinrich Pfeiffer (1939–2021), Ordensgeistlicher, Theologe und Kunsthistoriker
- Klaus Dietz (* 1940), Mathematiker, Statistiker und ab 1976 Ordinarius für Medizinische Biometrie in Tübingen
- Ulrich Kraus (1940–2020), Tonmeister beim Bayerischen Rundfunk und Hochschulprofessor für Akustik an der Musikhochschule München
- Hans von Mangoldt (* 1940), Verfassungsrechtler
- Peter-Johannes Schuler (1940–2013), Historiker und Archivar
- Roland Doschka (* 1941), Professor für Romanistik
- Ulrike Gauss (1941–2021), Kunsthistorikerin und Museologin
- Volkmar W. Kübler (1941–2009), Jurist, Betriebswirt, Volkswirt und Manager bei der Deutschen Bahn und bei der Dresdner Bank
- Hans-Christoph Schmitt (1941–2020), evangelischer Theologe und Alttestamentler
- Irmgard Vogt (* 1941), Psychologin, Soziologin und Drogenforscherin
- Johannes Goritzki (1942–2018), Cellist und Dirigent
- Holk Freytag (* 1943), Regisseur, Dramaturg und Intendant
- Helmut Goerlich (* 1943), Jurist und emeritierter Professor an der Universität Leipzig
- Helmut Haussmann (* 1943), Politiker (FDP/DVP) und Bundesminister für Wirtschaft von 1988 bis 1991
- Hans Konrad Müller-Hermelink (1943–2024), Mediziner und Hochschullehrer
- Uwe Jens Wandel (1943–2022), Historiker und Archivar
- Hermann H. Wetzel (* 1943), Romanist und Hochschullehrer
- Gerhard Bürkle (* 1944), Diplom-Kaufmann und Verbandsdirektor
- Suzanne Doucet (* 1944), Schlagersängerin, Komponistin und Produzentin
- Hartmut Fähndrich (* 1944), Übersetzer, Semitist, Islamwissenschaftler und Philosoph
- Gert Haller (1944–2010), Staatssekretär und Chef des Bundespräsidialamtes
- Bernd Stutte (1944–2014), Bibliothekar
- Hans-Peter Uhl (1944–2019), CSU-Politiker und ab 2005 Mitglied des Deutschen Bundestages
- Heidemarie Unterreiner (1944–2025), österreichische Politikerin (FPÖ), von 2008 bis 2013 Abgeordnete zum österreichischen Nationalrat
- Wolf Wagner (1944–2024), Sozialwissenschaftler und Autor
- Hartmut Zinser (* 1944), Religionswissenschaftler und Ethnologe, Hochschullehrer
- Wolfgang Sprißler (* 1945), Bankmanager
- Serge K. D. Sulz (* 1946), Psychiater und Psychotherapeut
- Ute-Henriette Ohoven (* 1946), durch Spendengalas bekannte UNESCO-Botschafterin
- Heiner Franz (* 1946), Jazzmusiker und Musikproduzent
- Gerhard Kilger (* 1946), Physiker, freier Künstler, Dozent und Direktor der DASA – Arbeitswelt Ausstellung
- Jörg Armbruster (* 1947), Journalist
- Michael Franz (1947–2023), Theologe und Philosoph
- Hermann Schaufler (1947–2022), Jurist, Politiker (CDU) und Mitglied des baden-württembergischen Landtages von 1980 bis 2001
- Klaus Wenger (1947–2012), Journalist, Geschäftsführer von ARTE Deutschland und ARTE-Koordinator der ARD
- Albert Biesinger (* 1948), Theologe und Professor für Religionspädagogik
- Rolf Gössner (* 1948), Publizist
- Gerd Weimer (* 1948), Politiker (SPD)
- Willi Auer (1949–1998), Politiker (REP)
- Paul Faßnacht (* 1949), Schauspieler
- Curt Hans Chrysostomus Geiselhart (* 1949), Maler, Bildhauer und Drucker
- Hanns-Heinz Kassemeyer (1949–2024), Pflanzenphysiologe und Phytomediziner
- Ulrich Benjamin Kaupp (* 1949), Biophysiker
- Günther Petry (* 1949), Oberbürgermeister von Kehl (1998–2014)
- Matthias Thurow (* 1949), Musiker und Komponist
- Albrecht Beutelspacher (* 1950), Mathematiker
- Hans-Peter Braun (* 1950), Kirchenmusiker und Komponist
- Helmut Rau (* 1950), Politiker (CDU), Kultusminister Baden-Württembergs

#### 1951 bis 1975
- Joachim Bauer (* 1951), Psychotherapeut und Psychiater mit Spezialgebiet Psychosomatische Medizin
- Karl-Wilhelm Röhm (* 1951), Politiker (CDU)
- Frank Hämmerle (* 1952), Kommunalpolitiker (CDU), Landrat des Landkreises Konstanz (1997–2019)
- Thomas Jahn (* 1952), Soziologe, Mitgründer des Instituts für sozial-ökologische Forschung
- Hans Christian Korting (1952–2012), Dermatologe und Allergologe
- Thomas Rauschenbach (* 1952), Erziehungswissenschaftler
- Claudia Beate Schill (1952–2022), Schriftstellerin und Lyrikerin
- Frieder Schmidt (* 1952), Papierhistoriker
- Fritz Helmedag (1953–2025), Volkswirt
- Reinhard Karger (* 1953), Komponist und Musiker
- Burkhard Kümmerer (* 1953), Mathematiker und Hochschullehrer
- Hans-Georg Rammensee (* 1953), Immunologe und Forscher
- Sigi Schmid (1953–2018), Fußballtrainer in den USA
- Michael Bauer (* 1954), Literaturwissenschaftler und Journalist
- Eva Haule (* 1954), ehemaliges RAF-Mitglied
- Tilman Jens (1954–2020), Journalist, Buchautor und Filmemacher
- Michael A. Nauck (* 1954), Internist und Forscher auf dem Gebiet der Endokrinologe und Diabetologie
- Udo Remmes (1954–2014), Arzt und Fotograf
- Susanne S. Renner (* 1954), Botanikerin und Hochschullehrerin
- Dieter Schneider (* 1954), Polizist, Präsident des Landeskriminalamtes Baden-Württemberg
- Eckart Klink (* 1955), Brigadegeneral des Heeres
- Bernhard Hurm (* 1956), Schauspieler, Autor, Theatergründer, Regisseur und Intendant
- Christian Nill (1956–2019),  Polizeipräsident am Polizeipräsidium Ulm
- Matthias Untermann (* 1956), Kunsthistoriker und Archäologe
- Reiner Zittlau (* 1956), Denkmalpfleger
- Roland Bernhard (* 1957), seit 2008 Landrat des Landkreises Böblingen
- Silvia Berger (* 1958), Schriftstellerin, Malerin und Lehrerin
- Kai Brodersen (* 1958), Althistoriker
- Friedemann Dähn (* 1958), Cellist, Experimentalmusiker und Medienkünstler
- Frank Fechner (* 1958), Rechtswissenschaftler und Hochschullehrer
- Philipp Maußhardt (* 1958) Journalist
- Jürgen Winkler (* 1958), Neurologe, Neurobiologe, Hochschullehrer
- Michael Mönnich (* 1959), Bibliothekar und Apotheker
- Bernd Roith (* 1959), Dartspieler
- Wolfgang Sannwald (* 1959), Historiker, Archivar und Hochschullehrer
- Viola Vogel, auch Vogel-Scheidemann (* 1959), Biophysikerin, -ingenieurin und Hochschullehrerin
- Rudolf Zeeb (1959–2023), Jurist, politischer Beamter
- Uwe Dreher (1960–2016), Fußballspieler und -trainer
- Tillmann Loch (* 1960), Urologe und Handballspieler
- Armin Nassehi (* 1960), Soziologe
- Kai von Westerman (* 1960), Kameramann, Filmregisseur und Drehbuchautor
- Susan Zimmermann (* 1960), deutsch-österreichische Historikerin
- Christian O. Erbe (* 1961), Unternehmer
- Stephan Schmidt (* 1961), Mediziner und Generalstabsarzt der Bundeswehr
- Matthias Veltin (* 1961), Diplomat
- Stefan Duppel (* 1962), Diplomat
- Karoline Höfler (* 1962), Bassistin des Modern Jazz und Bandleaderin
- Horst Nonnenmacher (* 1962), Jazzmusiker
- Daniel Enzweiler (* 1963), Schauspieler
- Tatjana Hörnle (* 1963), Rechtswissenschaftlerin
- Anne-Christine Klarmann (* 1963), Künstlerin
- Mark Alban Lotz (* 1963), Jazzmusiker
- Karla Pollmann (* 1963), Altphilologin
- Thomas Poreski (* 1963), Politiker (Bündnis 90/Die Grünen)
- Chris-Carolin Schön (* 1963), Agrarwissenschaftlerin, Pflanzengenetikerin und Hochschullehrerin
- Lukas Meyer (* 1964), Philosoph und Hochschullehrer
- Oliver Muth (* 1964), Schauspieler und Regieassistent
- Christophe Neff (* 1964), Geograph
- Michael Traut (* 1964), Generalmajor der Luftwaffe der Bundeswehr
- Dieter Thomas Kuhn (* 1965), Sänger und Schlagerparodist
- Christian Koerner (* 1966), Schauspieler
- Adelheid Otto (* 1966), Archäologin
- Annette Widmann-Mauz (* 1966), Politikerin (CDU), seit 2009 parlamentarische Staatssekretärin
- Cornelie Jäger (* 1967), Tierärztin und Autorin
- Florian König (* 1967), Sport-Moderator
- Till Alexander Körber (* 1967), Komponist, Pianist und Musikpädagoge
- Ulinka Rublack (* 1967), Historikerin und Autorin
- Christoph Scholder (* 1967), Schriftsteller und Hochschullehrer
- Matthias Schwarz (* 1967), Mathematiker und Hochschullehrer
- Michael Theurer (* 1967), Politiker (FDP)
- Stefan Breitling (* 1968), Bauforscher
- Alexandra Fridrich (* 1968), Rechtsanwältin
- Matthias Recke (* 1968), Klassischer Archäologe
- Christiane Solte-Gresser (* 1968), Literaturwissenschaftlerin
- Michael Keßler (* 1969), Politiker (CDU)
- Alexander King (* 1969), Politiker (Die Linke)
- Knut Kircher (* 1969), Fußballschiedsrichter
- Despina Vandi (* 1969), griechische Sängerin
- Franziska Dannheim (* 1970), Sängerin und Autorin
- Martin Joachim Kümmel (* 1970), Indogermanist und Hochschullehrer
- Swantje Lichtenstein (* 1970), Performance-Künstlerin, Autorin und Hochschullehrerin
- Anselm Reyle (* 1970), Künstler
- Daniel Schwemer (* 1970), Altorientalist
- Franziska Finckh (* 1971), Gambistin und Barockcellistin
- Brigitte Lutz-Westphal (* 1971), Mathematikdidaktikerin, Hochschullehrerin
- Clemens Schick (* 1972), Theater- und Filmschauspieler
- Timm Kern (* 1972), Politiker (FDP)
- Nathalie Behnke (* 1973), Politikwissenschaftlerin
- Timo Heimerdinger (* 1973), Volkskundler
- Wolfgang Ilg (* 1973), Psychologe und Theologe
- Judith Pinnow (* 1973), Moderatorin, Schauspielerin und Autorin
- Daniel Rousta (* 1973), Beamter
- Simon Blümcke (* 1974), Kommunalpolitiker
- Philipp Cavert (* 1974), deutsch-französischer Kulturjournalist und Moderator
- Florian Heilmeyer (* 1974), Architekturjournalist, Autor und Kurator
- Max Hofmann (* 1974), Journalist und Moderator
- Stefan Pfister (* 1974), Molekularbiologe und Onkologe
- Berthold Rittberger (* 1975), Politikwissenschaftler, Hochschullehrer

#### 1976 bis 2000
- Sandra Maria Gronewald (* 1976), Journalistin und Fernsehmoderatorin
- Felix Hartmann (* 1976), Rechtswissenschaftler und Hochschullehrer
- Björn Rothstein (* 1976), Germanist
- Katharina Wesselmann (* 1976), Klassische Philologin
- David Baur (* 1977), Künstler
- Felix Binder (* 1977), Regisseur und Drehbuchautor
- Sven Bohse (* 1977), Filmregisseur
- Viera Pirker (* 1977), römisch-katholische Theologin und Professorin für Religionspädagogik und Mediendidaktik
- Michael Bart (* 1978), Journalist und Medien-Produzent
- Christian Friedrich Majer (* 1978), Rechtswissenschaftler und Hochschullehrer
- Christian Kühn (* 1979), Politiker (Bündnis 90/Die Grünen)
- Andreas Rill (* 1979), Fußballspieler
- Thorsten Thielow (* 1979), Kameramann
- Philipp Kobusch (* 1980), Klassischer Archäologe
- Jan Koch (* 1980), Singer-Songwriter
- Nico Willig (* 1980), Fußballtrainer
- Jasmin Wöhr (* 1980), Tennisspielerin
- Anna Clauß (* 1981), Journalistin und Buchautorin
- Julischka Eichel (* 1981), Schauspielerin
- Martin Kern (* 1981), Volleyball- und Beachvolleyballspieler
- Axel Kühn (* 1981), Jazzmusiker und Bandleader
- Alexander Kulitz (* 1981), Politiker (FDP)
- Dennis Lotter (* 1981), Wirtschaftswissenschaftler und Professor
- Stefan Schmeckenbecher (* 1981), Volleyball- und Beachvolleyballspieler
- Johannes Lauer (* 1982), Jazzmusiker
- Jeremias Rose (* 1982), Handballspieler
- Daniel Sebastian Scholz (* 1983), Musiker, Psychologe, Verhaltenstherapeut und Hochschullehrer
- Michael Urban (* 1983), Fußballspieler
- Franziska (* 1984), Soulsängerin
- Elisabeth Piller (* 1984), Historikerin und Hochschullehrerin
- Katharina Reiling (* 1984), Rechtswissenschaftlerin
- Marvin Compper (* 1985), Fußballspieler
- Steffen Warias (* 1985), Paracycler
- Jochim Busch (* 1986), Koch
- Valeria Gordeev (* 1986), Schriftstellerin und Illustratorin
- Rebecca Trescher (* 1986), Jazzmusikerin
- Kim Bui (* 1989), Geräteturnerin
- Daniel Karrais (* 1990), Politiker (FDP/DVP)
- Marie-Sophie Hindermann (* 1991), Turnerin, Stabhochspringerin
- Ibrahim Naber (* 1991), Journalist und Kriegsreporter
- Marco Gaiser (* 1993), Fußballspieler
- Jan Zimmermann (* 1993), Tübingen
- Aída Spiegeler Castañeda (* 1994), Politikerin (Partei Mensch Umwelt Tierschutz)
- Thilo Kehrer (* 1996), Fußballspieler
- Max Besuschkow (* 1997), Fußballspieler
- Joshua Schwaibold (* 1998), Basketballspieler
- Amelie Berger (* 1999), Handball-Nationalspielerin
- Nyamekye Awortwie-Grant (* 2000), Fußballspieler
- Marius Mayrhofer (* 2000), Radsportler

### 21. Jahrhundert
- Lara Berger (* 2001), Volleyballspielerin
- Onno Möller (* 2001), Volleyballspieler

## Bekannte Einwohner von Tübingen

### Bis 1800
- Johannes Nauclerus (1425–1510), Gelehrter, Jurist, Theologe und Historiker, erster Rektor der Universität Tübingen
- Martin Prenninger, genannt Martinus Uranius (um 1450 – 1501), Humanist und Rechtsgelehrter; hatte von 1490 bis zu seinem Tod den Lehrstuhl für kanonisches Recht inne
- Heinrich Bebel (1472–1518), Humanist und poeta laureatus, Verfasser der einflussreichen Schwanksammlung Facetiae, lehrte von 1496 bis zu seinem Tod Poesie und Eloquenz an der Universität.
- Johannes Hiltebrant (um 1480 – um 1514), humanistischer Lehrer
- Philipp Melanchthon (1497–1560), Theologe, Philologe, Philosoph, Humanist, sog. „Praeceptor Germaniae“, studierte, lehrte und veröffentlichte 1512–1518 in Tübingen
- Pier Paolo Vergerio (1498–1565), lutherischer Theologe und italienischer Reformator, war seit 1553 Rat bei Herzog Christoph von Württemberg mit Dienstsitz in Tübingen
- Leonhart Fuchs (1501–1566), Mediziner und Botaniker, Herausgeber des „New Kreüterbuch“, eines der ersten systematischen Kräuterbücher
- Fabian Kommerell (≈1504–1594), Tübinger Bäcker und Ratsverwandter
- Magdalena Morhart (≈1505–1574), Buchdruckerin
- Primus Truber (1508–1586) Reformator Sloweniens und Begründer der slowenischen Schriftsprache lebte von 1567 bis 1568 im heutigen Tübinger Stadtteil Derendingen
- Hans Schickhardt (1512–1585), Maler
- Pavao Skalić (1534–1575), kroatischer Humanist, Priester und Universalgelehrter; lehrte an der Tübinger Hochschule
- Christoph Jelin (um 1550 – 1610), Bildhauer, hat unter anderem das Renaissanceportal von Hohentübingen und diverse Grabmale in der Stiftskirche gestaltet
- Johannes Mockel (1567–1631), Jurist, Gastwirt, Koch, Lehrer und Tübinger Ratsverwandter
- Johannes Kepler (1571–1630), protestantischer Theologe, Naturphilosoph, Astronom, Mathematiker und Optiker
- Christoph Kaldenbach (1613–1698), Dichterhumanist
- Johann Georg Dramburg (≈ 1640–1700), Maler
- Johann Glocker (≈1690–1763), Maler
- Wolfgang Dietrich Majer (1698–1762), Maler
- Andreas Kommerell (1741–1824), Gastwirt, Reichsposthalter sowie Ratsverwandter beziehungsweise Gerichtsverwandter
- Georg Wilhelm Friedrich Hegel (1770–1831), der preußische Staatsphilosoph studierte im Tübinger Stift Theologie
- Friedrich Hölderlin (1770–1843), studierte im Tübinger Stift Theologie. Unter seinen Kommilitonen befand sich auch Georg Wilhelm Friedrich Hegel
- Friedrich Wilhelm Joseph Schelling (1775–1854), der Philosoph und Vertreter des Deutschen Idealismus war mit Hegel und Hölderlin im Stift
- Karl Friedrich von Hufnagel (1788–1848), Rechtswissenschaftler und Politiker, Direktor des örtlichen Gerichtshofes, starb in Tübingen.
- Friedrich Silcher (1789–1860) wirkte von 1817 an als Musikdirektor an der Universität zu Tübingen und ist auf dem alten Tübinger Stadtfriedhof begraben. Auf der Neckarinsel gegenüber dem Hölderlinturm befindet sich ein großes Denkmal für den Komponisten.
- Friedrich Heinrich Kern (1790–1842), Theologe und Hochschullehrer, Frühprediger an der Stiftskirche
- August Gebauer (1792–1852), Schriftsteller, lebte in Tübingen
- Carl Friedrich Haug (1795–1869), protestantischer Theologe, Professor für Universalgeschichte an der Eberhard Karls Universität Tübingen
- Ludwig August Helvig (1796–1855), Zeichner, Zeichenlehrer und Lithograph
- Immanuel Hermann Fichte (1796–1879), Theologe

### 1801 bis 1900
- Wilhelm Hauff (1802–1827), Schriftsteller, studierte in Tübingen
- Eduard Mörike (1804–1875), studierte ebenfalls im Tübinger Stift Theologie und verbrachte einen Großteil seines Lebens in Tübingen. Mörikes bekannteste Werke sind Maler Nolten sowie Peregrina, eines seiner bekanntesten Gedichte ist Frühling läßt sein blaues Band
- Friedrich August von Quenstedt (1809–1889), ab 1821 Studium in Tübingen, 1837 Professor für Mineralogie und Geologie, Stratigraf des schwäbischen Jura (Quenstedtsche Gliederung)
- Jakob Friedrich Reiff (1810–1879), Philosoph
- Heinrich Leibnitz (1811–1889), Zeichner, Maler sowie Universitätszeichenlehrer und Professor für Kunstgeschichte
- Georg Friedrich Wilhelm Alers (1811–1891), studierte in Tübingen, Forstsachverständiger und Schriftsteller, verfasste ein Fachbuch über den Calvörder Forst
- Gustav von Rümelin (1815–1889), Pädagoge und Politiker, Abgeordneter in der Frankfurter Nationalversammlung, von 1870 bis 1889 Kanzler der Universität Tübingen
- Paul Sinner (1838–1925) berühmter Fotograf, „Gestalter der Kulturregion“
- Friedrich Miescher (1844–1895) aus Basel entdeckte im Jahre 1869 in der Schlossküche des Schlosses Hohentübingen die Nukleinsäuren, deren bekanntester Vertreter, die DNA, der Speicher der Erbinformation ist. Er erkannte, dass diese aus dem Zellkern isolierte Substanz bestimmend für die Vererbung von Merkmalen sein müsse.
- Hans Vaihinger (1852–1933), Philosoph
- Albert von Berrer (1857–1917) war von 1907 bis 1910 Kommandeur des 10. Württembergischen Infanterie-Regiments Nr. 180
- Pauline Krone (1859–1945), populäre Schriftstellerin und Philanthropin
- Alois Alzheimer (1864–1915), Entdecker der Alzheimerschen Krankheit
- Martin Heidenhain (1864–1949), Mediziner, Ordinarius für Anatomie an der Universität Tübingen
- Simon Hayum (1867–1948), Rechtsanwalt und Gemeinderat
- Maria von Linden (1869–1936), Zoologin und Parasitologin
- Hermann Hesse (1877–1962), absolvierte von 1895 bis 1899 seine Buchhändlerlehre in der Buchhandlung J. J. Heckenhauer. Die Buchhandlung befindet sich direkt gegenüber der Stiftskirche am Holzmarkt. Hesses Erzählung Im Presselschen Gartenhaus spielt ebenfalls in Tübingen.
- Eduard Spranger (1882–1963), Philosoph, Pädagoge und Psychologe
- Richard Ruoff (1883–1967) trat 1903 als Fahnenjunker in das Infanterie-Regiment Nr. 180 ein, wurde mit dem Eisernen Kreuz ausgezeichnet und schließlich Generaloberst
- Ernst Bloch (1885–1977), Philosoph
- Elisabeth Gerdts-Rupp (1888–1972), Juristin, Lyrikerin und Ethnologin
- Hans-Adam Stolte (1888–1975), Zoologe, Direktor des Zoologischen Instituts der Universität Tübingen
- Helmuth von Glasenapp (1891–1963), Professor für Indologie und vergleichende Religionswissenschaften, lehrte von 1946 bis 1959 in Tübingen
- Otto Heinrich Schindewolf (1896–1971), Paläontologe
- Carlo Schmid (1896–1979), Präsident des Staatssekretariats von Württemberg-Hohenzollern, Mitglied des Parlamentarischen Rates und Bundesminister für Angelegenheiten des Bundesrates und der Länder, Studium der Rechts- und Staatswissenschaften 1919–1924 in Tübingen, 1930–1940 Privatdozent an der Universität Tübingen sowie 1946–1953 Inhaber des Lehrstuhls für Öffentliches Recht dortselbst
- Helmut Achenbach (1899–1982), Sänger und Chorleiter
- Hugo Benzinger (1900–1944), Schneider und Stadtrat

### Ab 1901
- Friedrich Seethaler (1901–1994), Verwaltungsbeamter und Kommunalpolitiker, Bürgermeister von Bebenhausen
- Siegmund G. Warburg (1902–1982), Bankier
- Albrecht Faber (1903–1986), Biologe, wuchs in Tübingen auf, war hier unter anderem Direktor der „Forschungsstelle für Bioakustik“ der Max-Planck-Gesellschaft
- Otto Friedrich Bollnow (1903–1991), Philosoph und Pädagoge
- Else Berkmann (1904–2001), Politikerin
- Kurt Georg Kiesinger (CDU) (1904–1988), Ministerpräsident von Baden-Württemberg 1958–66, Kanzler der Großen Koalition 1966–69
- Julius Speer (1905–1984), Forstwissenschaftler und Wissenschaftsorganisator
- Dietrich Bonhoeffer (1906–1945), lutherischer Theologe, Teilnehmer am deutschen Widerstand gegen den Nationalsozialismus
- Ernst Steinbach (1906–1984), evangelischer Theologe und Religionsphilosoph, lebte in Tübingen
- Hans Mayer (1907–2001), Literaturwissenschaftler
- Georg Alfred Stockburger (1907–1986), Arzt und Maler des Expressionismus
- Günter Hildebrand (1911–1994), Maler
- Dorothee von Dadelsen (1920–2016), Germanistin, Journalistin und langjähriges Mitglied des Stadtrates
- Walter Jens (1923–2013), Philologe, Literaturhistoriker, Kritiker, Hochschullehrer und Schriftsteller
- Kurt Rebmann (1924–2005), Generalbundesanwalt beim Bundesgerichtshof (1977–90), studierte und lehrte in Tübingen
- Herbert Rösler (1924–2006), Künstler und Gründer einer christlichen Arbeits- und Lebensgemeinschaft in Tübingen
- Herrad Wehrung (1925–2010), Sopranistin
- Dieter Pohmer (1925–2013), Professor für Wirtschaftswissenschaft und Inhaber eines Lehrstuhls für Betriebswirtschaftslehre von 1959 bis 1970, sowie eines Lehrstuhls für Volkswirtschaftslehre, insbesondere Finanzwissenschaft von 1970 bis 1994 an der Eberhard Karls Universität Tübingen
- Wolfgang Stützel (1925–1987), Wirtschaftswissenschaftler, Mitglied des Sachverständigenrats zur Begutachtung der gesamtwirtschaftlichen Entwicklung (1966–1968) und Professor an der Universität Saarland, studierte an der Universität Tübingen ab 1946 zunächst Theologie, dann Wirtschaftswissenschaften und promovierte dort im Fach Wirtschaftswissenschaften 1952
- Hans Hornung (1926–2014), Historiker, Bibliothekar und Hochschullehrer
- Inge Jens (1927–2021), Literaturwissenschaftlerin und Publizistin
- Papst Benedikt XVI. (Joseph Ratzinger) (1927–2022) hatte von 1966 bis 1969 einen Lehrstuhl für katholische Dogmatik an der katholisch-theologischen Fakultät der Eberhard Karls Universität Tübingen.
- Hans Küng (1928–2021), Schweizer Theologe, katholischer Priester und bekannter religionsphilosophischer Autor
- Felicia Langer (1930–2018), deutsch-israelische Rechtsanwältin, Menschenrechtsaktivistin und Autorin; lebte zuletzt in Tübingen
- Ernst Tugendhat (1930–2023), Philosoph
- Roman Herzog (1934–2017), Bundespräsident 1994–1999, Präsident des Bundesverfassungsgerichtes 1987–1994, Vizepräsident des Bundesverfassungsgerichtes 1983–1987, Innenminister von Baden-Württemberg 1980–1983, Minister für Kultur und Sport von Baden-Württemberg 1978–1980, Honorarprofessor der Eberhard Karls Universität Tübingen 1986–1994
- Eberhard Jüngel (1934–2021), evangelischer Theologe, Ordinarius für Systematische Theologie und Religionsphilosophie an der Eberhard-Karls-Universität Tübingen von 1969 bis 2003, Ephorus des Evangelischen Stifts Tübingen von 1987 bis 2005, Kanzler des Ordens Pour le Mérite für Wissenschaften und Künste von 2009 bis 2013
- Klaus Kinkel (1936–2019), (FDP), Bundesjustizminister von 1991 bis 1992; Bundesaußenminister und Vizekanzler von 1992 bis 1998, studierte in Tübingen Rechtswissenschaften
- Tom Witkowski (* 1937) Schauspieler, Regisseur und Dozent; gründete 1958 das Zimmertheater Tübingen mit und blieb bis 1961
- Christoph Müller (1938–2024), von 1969 bis 2004 Herausgeber und Chefredakteur der Tübinger Tageszeitung Schwäbisches Tagblatt
- Günther Graup (1940–2006), Geologe und Impaktforscher. Er wurde 1975 am Mineralogischen Institut der Eberhard Karls Universität Tübingen promoviert und war dort mehrere Jahre als wissenschaftlicher Mitarbeiter tätig
- Hans-Otto Binder (1940–2017), Historiker, Hochschullehrer und Tübinger Lokalpolitiker
- Manfred Korfmann (1942–2005), Archäologe und Professor am Institut für Ur- und Frühgeschichte, langjähriger Grabungsleiter in Troia
- Christiane Nüsslein-Volhard (* 1942), Biologin und Nobelpreisträgerin (1995), Leiterin des Max-Planck-Instituts für Entwicklungsbiologie in Tübingen
- Kay Borowsky (* 1943), Lyriker, Übersetzer russischer und französischer Weltliteratur
- Herta Däubler-Gmelin (* 1943), MdB, Bundesjustizministerin a. D
- Otfried Höffe (* 1943), Philosoph
- Horst Köhler (1943–2025), Bundespräsident (2004–10); studierte in Tübingen Volkswirtschaftslehre und Politikwissenschaften, Assistententätigkeit am Institut für Angewandte Wirtschaftsforschung, ab 2003 Honorarprofessor und 2011 auch Ehrensenator der Eberhard Karls Universität Tübingen
- Jürgen Knobloch (1944–2008), war Professor für Mikrobiologie und Tropenmedizin und geschäftsführender Direktor am Institut für Tropenmedizin des Universitätsklinikums Tübingen
- Wolf-Dieter Hasenclever (* 1945), erster Landes- und Fraktionsvorsitzender der Grünen in Baden-Württemberg, lebte 14 Jahre in Tübingen und vertrat Tübingen im Landtag
- Jürgen Fliege (* 1947), evangelischer Theologe und Fernsehmoderator; studierte in Tübingen
- Elisabeth Käsemann (1947–1977), Aktivistin und Opfer der Argentinischen Militärdiktatur
- Sepp Buchegger (* 1948), Karikaturist, Autor, Illustrator
- Sylvia Greiffenhagen (* 1949), Politikwissenschaftlerin
- Maren Kroymann (* 1949), Schauspielerin, Kabarettistin, Sängerin; wuchs in Tübingen auf und studierte dort
- Klaus Dietz, Epidemiologe, ehem. Geschäftsführender Direktor des Instituts für medizinische Biometrie der Eberhard-Karls-Universität
- Ulrich Grosse (* 1953), Nahverkehrsplaner; lebt seit 1972 in Tübingen
- Ulrich Holbein (* 1953), Schriftsteller, Illustrator und Maler
- Claus Kleber (* 1955), Moderator und Redaktionsleiter des heute-journals; studierte in Tübingen Jura
- Ulrich Waller (* 1956), Regisseur, Autor und Theaterleiter
- Bruno Klimek (* 1958), Schauspiel- und Opernregisseur, Bühnenbildner, Schriftsteller und Bildender Künstler wuchs in Tübingen auf, besuchte das Uhland-Gymnasium und startete seine Theaterkarriere am Zimmertheater Tübingen
- Gert Postel (* 1958), Hochstapler
- Eckart Conze (* 1963), Professor für Neuere und Neueste Geschicht; war von 1991 bis 1999 Wiss. Mitarbeiter an der Universität Tübingen
- Philipp Weber (* 1974), Kabarettist; studierte und lebt in Tübingen
- Sandro Mattioli (* 1975), Journalist und Autor; studierte in Tübingen
- Donnie O’Sullivan (* 1984), irischer Moderator; machte in Tübingen eine Ausbildung zum Mediengestalter
- Benjamin Piel (* 1984), Journalist und Träger des Theodor-Wolff-Preises; studiert in Tübingen Neuere deutsche Literatur, Neuere Geschichte und Vergleichende Religionswissenschaft
- Camilla Pfeffer (* 1993), Rhythmische Sportgymnastin; lebt in Tübingen